# Karl Nerger
Karl Friedrich Ludwig Nerger (* 19. November 1841 in Tessin (bei Rostock); † 12. Juni 1913 in Rostock) war ein deutscher Philologe, Gymnasiallehrer und niederdeutscher Sprachforscher.

## Leben
Karl Nerger wurde als uneheliches Kind der Tessiner Kaufmannstochter Juliana Sophia Maria Nerger geboren und am 1. Dezember 1841 in der Stadtkirche Tessin getauft.
Nerger machte 1861 sein Abitur in Rostock. Anschließend studierte er Evangelische Theologie und Philologie; zunächst von Ostern 1861 bis Michaelis 1862 an der Universität Rostock, insbesondere bei Karl Bartsch, dann an der Universität Erlangen, insbesondere bei Rudolf von Raumer. Seit Ostern 1864 zurück in Rostock, wurde er hier 1866 zum Dr. phil. promoviert.
Von 1867 bis 1876 war er Lehrer an der Höheren Bürgerschule Rostock. Nach dem Ablegen der Staatsprüfung für das Lehramt an Gymnasien wechselte er 1876 als Lehrer für Deutsch, Religion und Hebräisch an die Große Stadtschule Rostock, wo er bis zum Ruhestand 1905 tätig war.
Er war verheiratet mit Klara, geborene Hagemeister. Der Marineoffizier Karl August Nerger war ein Sohn des Paares.

## Schriften (Auswahl)

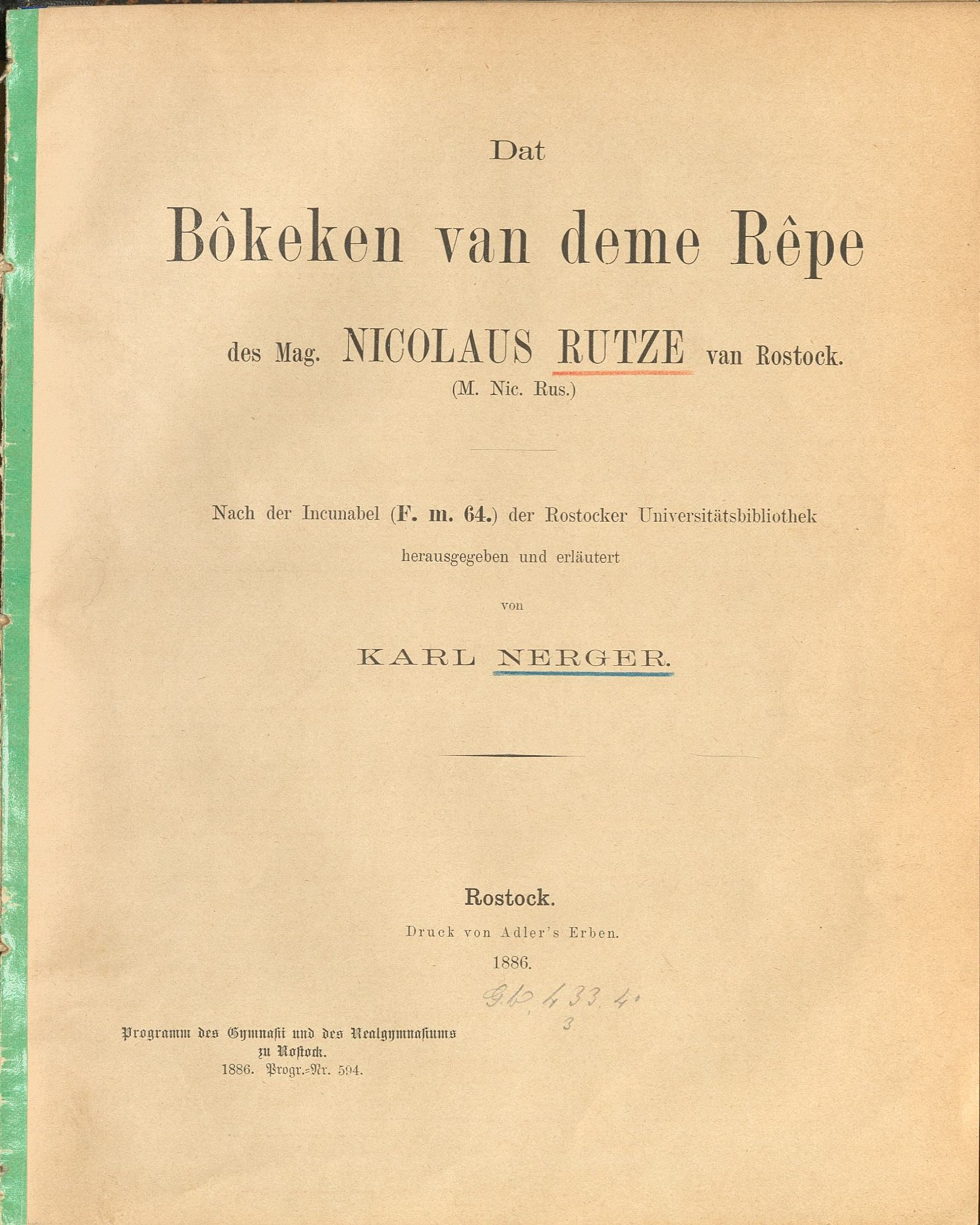
Nicolaus Rutze (1886)

- Mittelniederdeutsches Wörterbuch. (Mitarbeit)
- Grammatik des meklenburgischen Dialektes älterer und neuerer Zeit: Laut- und Flexionslehre. Gekrönte Preisschrift. Leipzig: Brockhaus 1869 (Digitalisat)
- (Hrsg.): Friedrich und Karl Eggers: Tremsen. Plattdeutsche Dichtungen in meklenburger Mundart. 1875 (mit Erläuterungen und Wörterbuch)
- (Hrsg.): John Brinckman: Voß un Swinegel odder Dat Brüden geit üm. 1877
- (Hrsg.): Dat Bôkeken van deme Rêpe des Mag. Nicolaus Rutze van Rostock. (Schulprogramm) Rostock: Adler 1886 (Digitalisat)
- Amtsrecess der Klippenmacher des Städte Lübeck, Rostock und Wismar vom Jahre 1486. In: Hansische Geschichtsblätter 1900